# Широка Поляна
Широ́ка Поля́на (болг. Широка поляна) — село в Хасковській області Болгарії. Входить до складу общини Хасково.

## Населення
За даними перепису населення 2011 року у селі проживала 321 особа.
Національний склад населення села:
| Національність   | Кількість осіб | Відсоток |
| ---------------- | -------------- | -------- |
| турки            | 309            | 96,9%    |
| цигани           | 9              | 2,8%     |
| інша             | 0              | 0%       |
| Всього відповіли | 319            |          |

Розподіл населення за віком у 2011 році:
Динаміка населення: